# Бургиньон, Серж
Серж Бургиньон (фр. Serge Bourguignon; род. 3 сентября 1928, Меньеле-Монтиньи) — французский кинорежиссёр и сценарист. Его фильм «Воскресенья в Виль-д'Эвре» получил премию «Оскар» за лучший фильм на иностранном языке в 1962 году.

## Биография
Серж Бургиньон родился 3 сентября 1928 года. Он вырос во французских провинциях и изначально хотел стать художником и скульптором. В 1948—1950 годах учился в киношколе Ля Феми, среди выпускников которой были Луи Малль, Ален Рене, Клод Соте, Кристоф Ган, Ален Корно и другие. Свои первые работы в кино Бургиньон начал создавать в 1951 году.
В 1962 году огромный успех принёс ему фильм «Воскресенья в Виль-д’Эвре». Он получил премию «Оскар» за лучший фильм на иностранном языке. 
В 1964 году Бургиньон и Антуан Тудал были номинированы на премию «Оскар» за лучший адаптированный сценарий.
После этого успеха на него обратили внимание голливудские киностудии. Бургиньон отказался от 24-х  предложений, включая «Блики в золотом глазу» и «Планета обезьян. Он дал своё согласие  на проект с Натали Вуд под названием «Кассандра на свадьбе», но агент актрисы опасался, что фильм нанесёт ущерб имиджу звезды, поскольку в сценарии рассказывалось о неоднозначных отношениях между двумя сёстрами-близняшками, и в итоге всё завершилось на стадии переговоров.

## Избранная фильмография
- 1962 — «Воскресенья в Виль-д'Эвре» / Les dimanches de Ville d'Avray
- 1965 — «Награда» / Le Bonheur
- 1967 — «Две недели в сентябре» / À coeur joie[7]